# Microgloma
Microgloma is een geslacht van tweekleppigen uit de  familie van de Yoldiidae.

## Soorten
- Microgloma guilonardi (Hoeksema, 1993)
- Microgloma macaron Benaim & Absalão, 2011
- Microgloma mirmidina (Dautzenberg & H. Fischer, 1897)
- Microgloma nhanduti Benaim & Absalão, 2011
- Microgloma pusilla (Jeffreys, 1879)
- Microgloma tumidula (Monterosato, 1880)
- Microgloma yongei Sanders & Allen, 1973